# Maria Luísa Isabel de Orleães
Maria Luísa Isabel de Orleães (em francês: Marie-Louise-Élisabeth d'Orléans; Palácio de Versalhes, 20 de agosto de 1695  — Castelo de la Muette, 21 de julho de 1719) foi duquesa de Berry como esposa de Carlos, Duque de Berry. Era conhecida pelo apelido de Joufflotte.

## Biografia

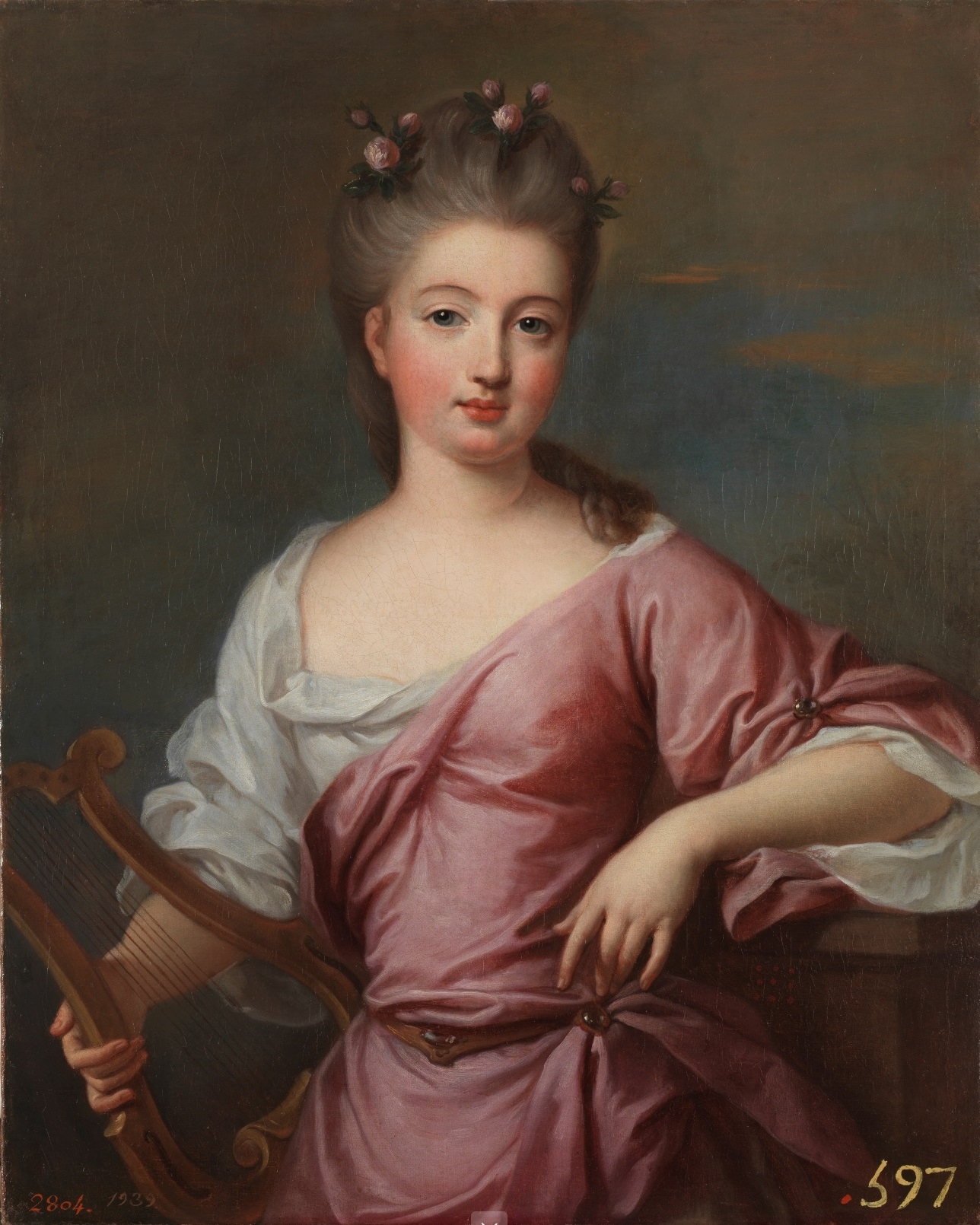
Retrato de Maria Luísa Isabel de Orleães, identificada erroneamente com a tia Maria Ana de Bourbon (1666-1739), Pierre Gobert, Museu do Prado.

Maria Luísa nasceu no Palácio de Versalhes. Ela era a mais velha dos filhos sobreviventes de Filipe de Orleães, Duque de Orleães, Regente da França, e de sua mulher Francisca Maria de Bourbon, uma filha legitimada de Luís XIV de França. Ela recebeu o título honorário de Mademoiselle de Orleães ao nascimento. Após seu casamento, o título seria dado a sua irmã Louise Adelaide de Orleães. Foi baptizada em Saint-Cloud, em 29 de julho de 1696.
Ela cresceu no Palais Royal, residência dos Orleães em Paris. Depois de se recuperar de uma quase fatal doença, na idade de seis anos, seu pai pessoalmente cuidou dela dia e noite, a fim de salvar sua vida. Sua avó paterna, Isabel Carlota do Palatinado, Madame, conhecida desde a sua infância, como Liselotte, escreveu em suas memórias que, a partir de uma idade muito precoce, Maria Luísa:

... tinha inteiramente a sua própria forma, de modo que não é surpreendente que ela deve ser como um cavalo teimoso.

Com dez anos de idade, ela mais uma vez pegou a varíola, em Saint-Cloud e de sua avó escreveu em suas memórias que Mademoiselle d'Orléans foi dada como morta por mais de seis horas.

## Casamento
Decidiu-se, com a ajuda de Marie Adelaide, Duquesa de Borgonha, sua futura cunhada, que Maria Luísa iria se casar com Carlos, Duque de Berry, o filho mais novo de Luís, Grande Delfim de França. Dispensa pontifícia tendo chegado no dia 5, o casamento teve lugar em 6 de julho de 1710, no Palácio de Versalhes. O bispo presidente foi o Cardeal de Janson. O rei ordenou a suas outras netas (Luísa Adelaide de Orleães, Mademoiselle de Chartres e Carlota Aglaé de Orleães, Mademoiselle de Valois) a voltar do seu convento de Chelles.

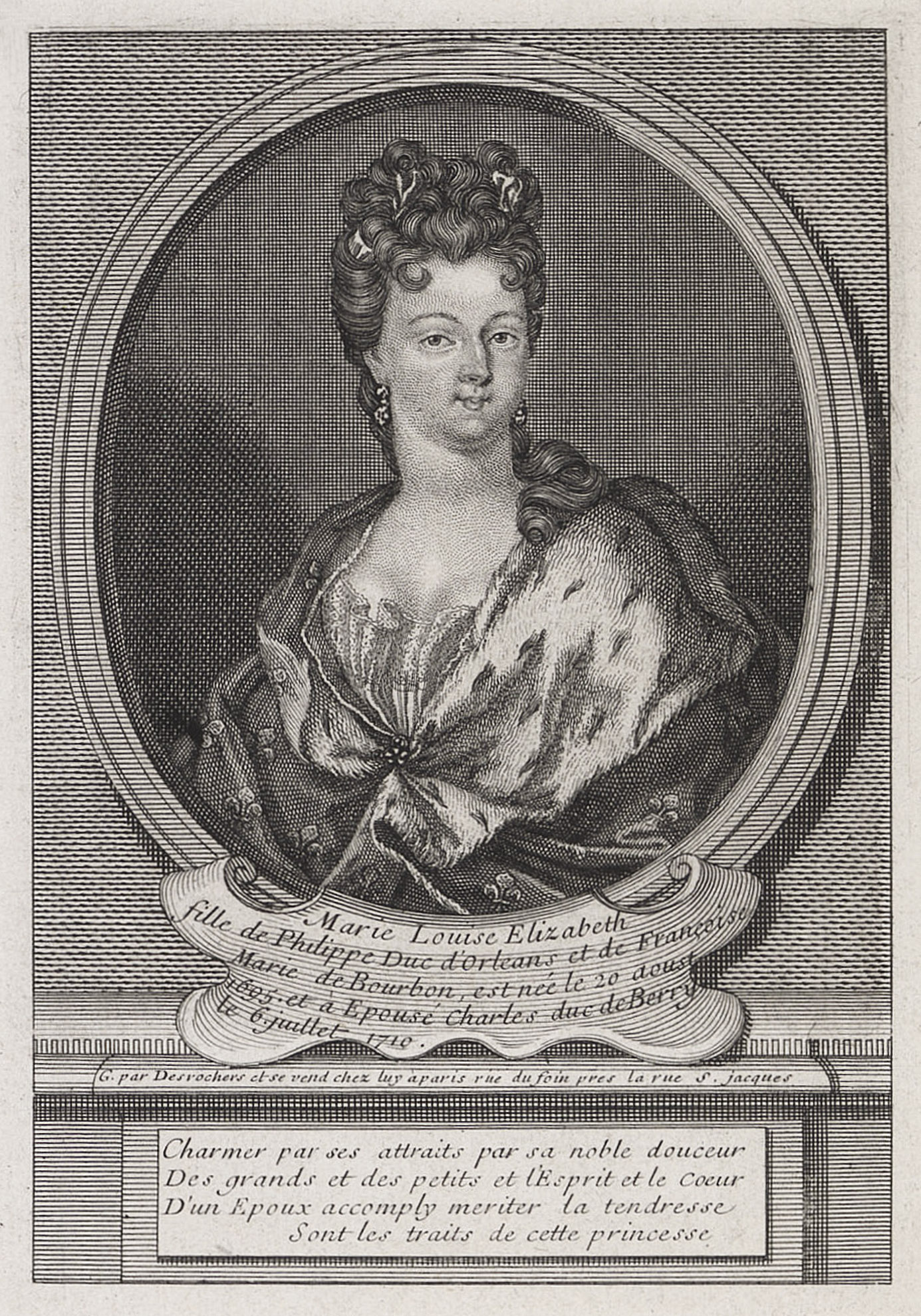
A duquesa de Berry

A posição de dame d'honneur foi dada para Marie Gabrielle de Durfort de Lorges, a esposa do Duque de Saint-Simon, enquanto sua prima, Maria Ana de Bourbon-Condé, tornou-se a sua dama de companhia, um posto a que Maria Ana, mais tarde, renunciou por causa de seu primo rebelde a natureza.

Que eu passe levemente sobre um evento que, engrafted sobre alguns outros, fez um pouco de barulho, não obstante os cuidados tomados para hush-lo. A Duquesa de Borgonha supped em Saint-Cloud , de noite, com a Duquesa de Berry e outros, Madame de Saint-Simon, a sua abstenção-se da festa. A Duquesa de Berry e o Duque de Orléans, mas ela mais do que ele, ficou tão bêbado que a Duquesa de Borgonha, a Duquesa de Orléans, e o resto da empresa não sabia o que fazer. O Duque de Berry estava lá, e ele falaram sobre como eles poderiam, e as numerosas empresa se divertiu com a grã-Duquesa, a melhor de sua capacidade. O efeito do vinho em mais maneiras do que uma foi tal que as pessoas se assustaram, e, como não podia ser sóbrio, tornou-se necessário para levá-la de volta, bêbada como ela estava, para Versailles. Todos os servos de espera com os carros viram a condição de que ela estava, e não mantê-lo para si mesmos; no entanto, eles conseguiram escondendo-a, do Rei, do Bispoe de Madame de Maintenon

Em julho de 1711, a jovem duquesa deu à luz seu primeiro filho, uma menina natimorta, no Palácio de Fontainebleau. Sua morte foi atribuída ao rei que tinha feito sua mãe viajar com o Tribunal para Fontainebleau, apesar de os médicos a aconselhar-lhe para ficar em Versalhes ou no Palais Royal, devido a sua avançada gravidez. O rei não permitiu deu e assim Maria Luísa fez a viagem por barco, em vez de transporte. Durante esta viagem, o barco bateu em um pier de uma ponte em Melun e quase afundou. Maria Luísa quase perdeu a vida. de Acordo com os médicos, a morte do bebê foi devido ao estresse da viagem e o acidente. A princesa, no entanto, fez uma rápida recuperação.
Em 26 de Março de 1713, em Versalhes, a Duquesa de Berry deu à luz um filho, a quem foi dado o título de Duque de Alençon. Depois de vários ataques de convulsões, a criança morreu em Versalhes no dia 16 de junho. Seu coração foi levado para o Val-de-Grâce convento em Paris, pelo Bispo de Sens, e de seu corpo para a Basílica de saint Denis. A duquesa ordenou que seu filho governantas continuar recebendo seu salário anual.
Em novembro de 1713, tornou-se público, que o Duque de Berry tinha tomado como uma amante de uma de seus câmara de empregadas domésticas.[carece de fontes?]
Por sua vez, Maria Luísa tomou como amante, um certo "Monsieur de La Haye", que tinha sido precedido por Monsieur de Salvert. Quando seu relacionamento com La Haye tornou-se conhecido, o seu marido, ameaçou enviá-la para um convento. Saint-Simon, ainda registra uma ocasião, quando Berry chutou sua esposa em público por causa de suas indiscrições. Durante seu romance com La Haye, ela concebeu um plano para os dois fugirem para a Holanda.[carece de fontes?]

## Viuvez

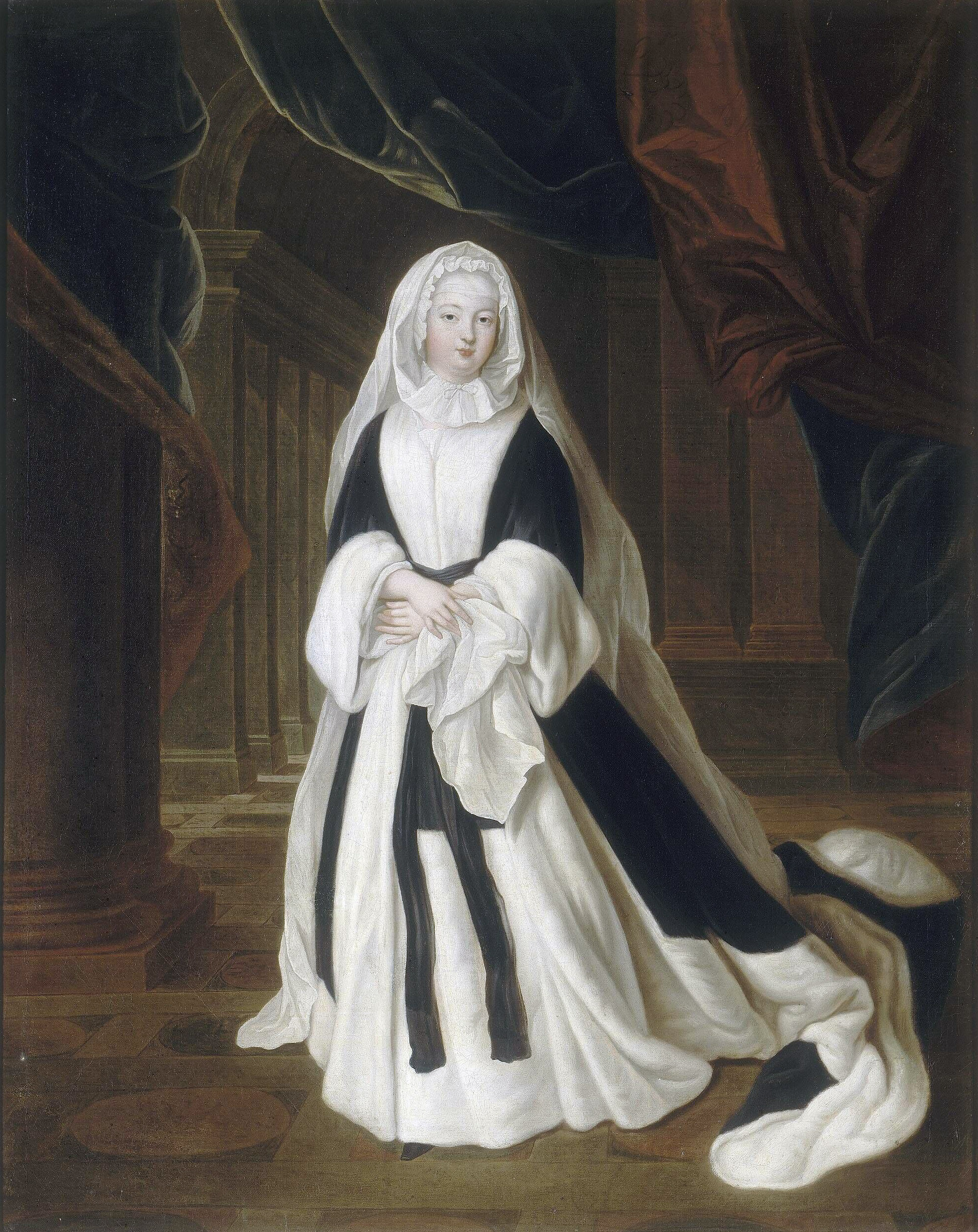
Retrato de Maria Luísa Isabel como viúva, 1714.

Em 5 de maio de 1714, o seu marido morreu de lesões internas sofridas em um acidente de caça, e Maria Luísa tornou-se a Duquesa Viúva de Berry. A jovem viúva está grávida novamente. Luís XIV, enquanto a gravidez continua, indica seu desejo de se tornar o guardião da Duquesa de Berry e de seu filho ainda não nascido. Fazendo um inventário de suas posses, os bens da duquesa são dados a ela, os do duque alocados à criança e os bens acumulados desde o casamento, divididos entre a duquesa e o bebê. Maria Luísa tem um aumento de pensão 200.000 libras. Em 16 de junho de 1714, sete semanas após a morte de seu marido, ela deu à luz, em Versalhes, uma filha que viveu apenas 12 horas. O corpo foi transportado para Saint-Denis e seu coração depositado na Igreja de Nossa Senhora do Val-de-Grace. Todo o dinheiro e os bens que tinham sido partilhadas foram recebidos por Maria Luísa.
Em setembro de 1715, a duquesa recebeu o Palácio do Luxemburgo como sua residência Parisiense, onde ela deu magníficos banquetes. O fechamento do Jardim do Luxemburgo para o público causou a sua impopularidade com a população Parisiense.
Luís XIV tinha morrido no dia 1 de setembro e Madame de Berry, oficialmente de luto, prometeu que não iria assistir a qualquer espetáculo por seis meses. Mas, após a morte do Rei Sol, ela abertamente se transformou em uma "viúva alegre". Em 23 de setembro de 1715, ela estabeleceu a sua residência no Palácio do Luxemburgo e obteve de seu pai, toda uma companhia de guardas. Apesar do luto, a Duquesa de Berry permitiu jogos de azar no seu novo palácio, em particular o jogo chamado de "Lansquenete". Ela divertia-se sozinha e em público. Dangeau anotou em seu diário, datado de sábado, 4 de janeiro de 1716: Lá foi de noite, no salão da Ópera, a Duquesa de Berry e muitas outras princesas que lá estavam mascaradas. Radiantemente bela, a Duquesa desfilou num vestido esplêndido neste baile de carnaval que seu pai, o Regente tinha acabado de instalar na Ópera. Três semanas mais tarde, Madame de Berry encerrar-se-á no Palácio do Luxemburgo, oficialmente "incomodada com um resfriado". A princesa que tinha ocultado a sua gravidez, até que ela atingiu o seu termo, foi realmente sofrendo as dores do trabalho de parto. Este clandestino confinamento é relatado no Boletim de la Régence em 6 de fevereiro de 1716: Eles dizem que a Duquesa de Berry deu à luz uma filha, que viveu apenas três dias. Esta conduta lembra Messalina e a Rainha Margot. Este parto secreto logo se tornou de conhecimento público e dando tema a muitos críticos. Uma canção datada de 1716 ("Les sofás de la Duquesa de Berry") e, mais tarde, versos satíricos da Coleção Clairambault-Maurepas libelo a luxúria desenfreada da jovem viúva, zombar dos seus "incontáveis" amantes e da clandestina gravidez.
Durante a Regência, a duquesa recebeu um rendimento anual de 600.000 livres. Além de residências da Casa de Orleães, ela também pôde desfrutar do Castelo de Meudon , depois de devolver para a Coroa o Castelo de Amboise, que tinha sido a residência de campo oficial do Duque de Berry.
Na sexta-feira, 21 de maio de 1717, a duquesa de Berry recebeu no Luxemburgo Pedro, o Grande, Czar da Rússia, em uma semi-visita oficial à França. Em março de 1718, ela cuidou de sua mãe, que estava doente.
De acordo com o Boletim de la Régence, quando a Duquesa de Berry recebeu o imperador da Rússia no Palácio do Luxemburgo, ela apareceu na recepção "forte como uma torre" ("puisssante comme une tour"), uma rara expressão que implica que ela estava grávida. É então (de Maio de 1717) que Voltaire (Arouet) foi preso depois de dizer a um informador da polícia que a filha do Regente era uma prostituta, acrescentando que ela se tinha retirado por seis meses em La Muette para dar à luz. Dangeau, no seu diário, confirma que a Duquesa de Berry passou a maior parte da Primavera e do Verão de 1717, no seu Château de la Muette. O Diário de la Régence menciona que sua prolongada estadia lá e também o fato de que ela ter ido à caça e praticado equitação dera origem a rumores sensuais. A Gazeta de la Régence afirma que, no início de julho, a Duquesa, que até então se mantivera isolada em La Muette, estava "incomodada", por "ter ficado tão grande" ("puissante") que temia por sua vida! O "Jornal", relata o final de julho que Madame de Berry foi alvo de boatos por estar em condição crítica como ela foi finalmente entregue a esse novo fruto do seu amor. Como em 1716, esta clandestina gravidez deixara de ser segredo, diversos autores satírico escarneciam da moralidade da princesa que sempre armada com um grande c..k, obtém f....d pela frente e por trás. Numa canção satírica do Natal de 1717, a corte inteira de França, presta homenagem ao Santo menino em Belém, conduzido pelo Regente e sua filha grávida :
Muito grande com criança
A frutífera Berry
Disse em humilde postura
Muito triste no coração :
Senhor, não vou mais ter tais formas provocantes
Eu só quero risos,
Às vezes meu pai,
Aqui e ali, meus guardas.

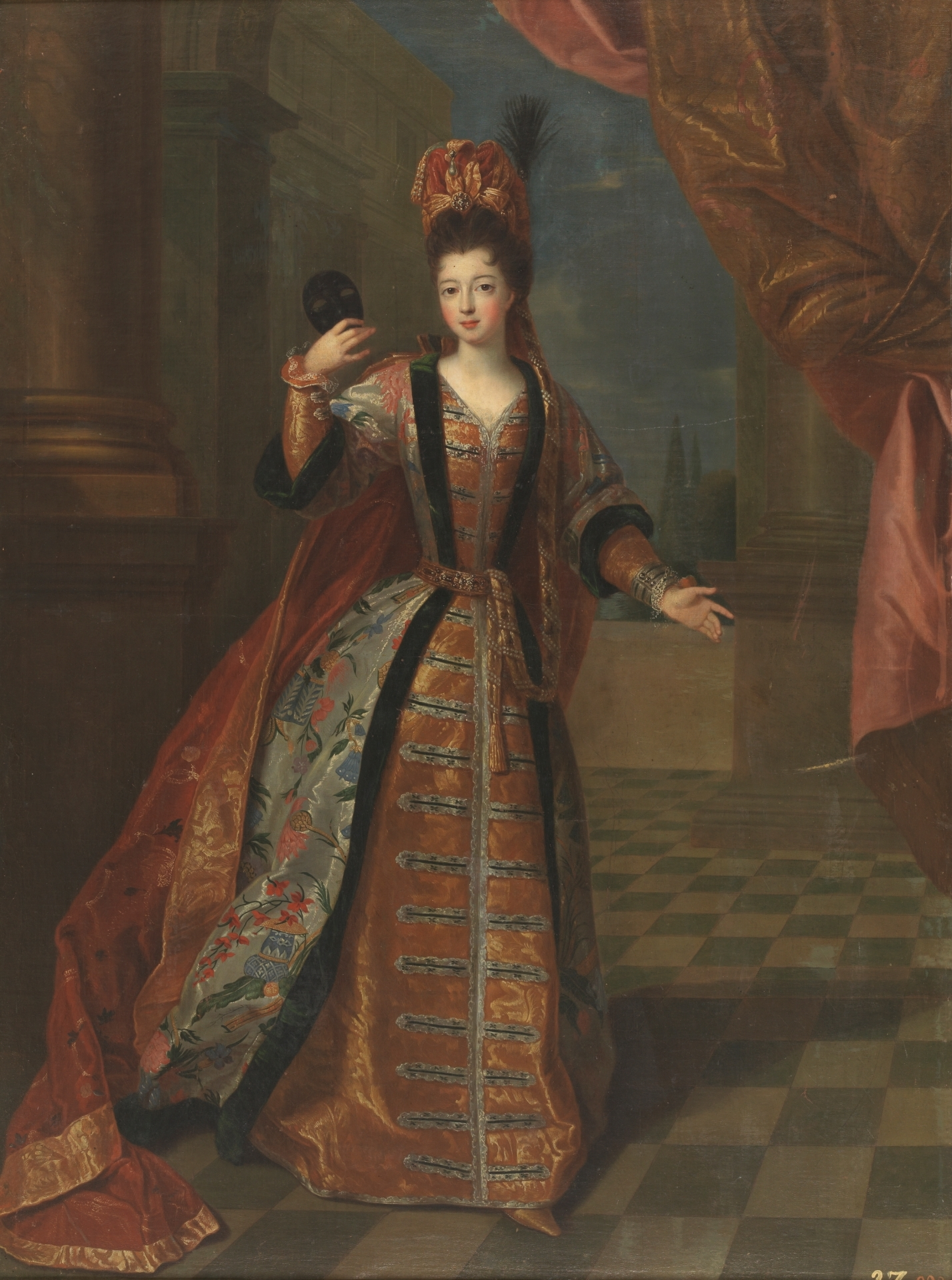
Retrato feito por Pierre Gobert, 1718.

Na primavera de 1718, Maria Luísa Isabel estava grávida novamente. No final de maio, quando ela estava de três a quatro meses de gravidez, ela abortou após ter sido sangrada (algo que era comumente realizada em vários estágios da gravidez e também no parto). Mas ela engravidou novamente em julho e essa nova gravidez que logo se tornou fofoca pública seria fatal para ela.

## Morte
Voltaire foi enviado para a Bastilha, em Maio de 1717, depois de sugerir a presença de um informante da polícia que a Duquesa de Berry estava esperando uma criança concebida pelo seu próprio pai. Durante sua prisão, Voltaire completou seu jogo de Édipo , que estreou em 18 de novembro de 1718, na Comédie-Française. O Régent esteve presente na première e parabéns Voltaire para o seu sucesso. Baga clandestina gestações eram muitas vezes atribuídas à sua alegada relações incestuosas com o Regente. Estes rumores maliciosos tinha feito Voltaire jogar controverso, muito antes de que ele foi executado. Ironicamente, a Duquesa de Berry também esteve presente na première. Ela entrou para o teatro no royal estilo escoltado pelas damas da sua corte e da sua guarda pessoal. A jovem princesa foi espalhado boatos para estar à espera de novo e de sua condição, que ela não pôde esconder totalmente, inspirou o satirists' mal-intencionado comentários que os espectadores não só ver Édipo (o Regente) e Jocaste (Berry), mas também detectar a presença de Eteocles ! A aparência na estréia da famosa Duquesa, visivelmente enceinte, assim, contribuído para o sucesso público do jogo. Em 11 de fevereiro de 1719, a Duquesa de Berry participou de outro desempenho de Édipo jogado para o seu sobrinho de Luís XV, no Louvre. Vestindo um esplendidamente manto bordado à la Française, a princesa sentou-se junto ao menino rei. Como com ela gestações anteriores, ela tinha colocado um enorme peso durante a gestação e sua folgada vestido não conseguiu esconder a sua condição avançada. O quarto estava muito lotado e quente. Madame de Berry sentiu-se mal e desmaiou quando alguns alusão feita no jogo para Jocasta da gravidez incestuosa foi ruidosamente aplaudido pelo público. Deste modo, ela pagou o preço para ela abrir desrespeito da moralidade pública e outraging público senso de decência, exibindo sua ilegítimo grossesse. O incidente imediatamente despertou o júbilo de scandalmongers que o esperado Berry/Jocasta para ir em trabalho de parto e parto para Eteocles no meio do desempenho. Mas uma janela foi aberta e a Duquesa recuperado de seu desmaio, assim, frustrar o gosto do público para oedipian escândalos.
Aproximando-se de seu mandato, a Duquesa de Berry ainda desempenhou um papel de liderança na "pequena " jantares" do Regente, entregando-se livremente na bebida forte. Em 2 de abril de 1719, depois de quatro dias de horríveis de trabalho de parto, ela deu à luz uma menina. De acordo com Saint-Simon, o pai foi seu tenente da guarda, Sicaire Antonin Armand Auguste Nicolas d'Aydie, o Chevalier de Rion. A princesa de quase morreu durante o parto, encerrado em um pequeno quarto de seu palácio do Luxemburgo. O pároco de Saint-Sulpice, em Paris, igreja, Jean-Baptiste Languet de Gergy recusou-se a dar-lhe a absolvição ou a deixar outra pessoa administrar seus sacramentos, a menos que ela iria expulsar o seu amante do palácio. O Regente tentou, em vão, convencer o irrate cura para participar de seu sofrimento filha. Mas o "ilustre pecador" colocar um ponto final Languet a vigília por finalmente dar à luz. De acordo com Saint-Simon, a Duquesa de Berry casado secretamente com Rion alguns dias mais tarde, esperando, assim, para diminuir o escândalo causado por seu confinamento e a recusa da Igreja para administrar seus sacramentos. O meio adotado pela princesa para ocultar sua entrega terminou em morte. Sua saúde fatalmente prejudicada por sua horrível mentira, ela deixou Paris e foi para o seu Château de Meudon , onde ela deu uma recepção em honra de seu pai, que não aprova seu casamento com Rion e o enviara a distância de Paris. Ela não tinha recuperado a partir de seu horrendo parto e esta recepção à noite, em que ela pegou um resfriado tiver sido gravemente afetado sua saúde.
A Duquesa de Berry, em seguida, fixou residência no Château de la Muette, onde ela faleceu em 21 de julho de 1719, com vinte três anos de idade. De acordo com Saint-Simon, a autópsia revelou que "a pobre princesa" tinha em seu ventre um novo feto com várias semanas de gestação, os médicos também afirmam que encontraram "uma úlcera no estômago, outra na virilha, o baço completamente podre e mingau, a cabeça cheia de água e o cérebro reduzido pela metade". No sábado, 22 de julho de 1719, o seu coração foi levado para o Val-de-Grâce igreja em Paris, em 24 de julho de 1719, ela foi sepultado na Basílica de Saint-Denis. Seu funeral arranjos foram feitos por Saint-Simon a si mesmo.

A respeito de sua última visita à sua neta, a Senhora escreveu:

28 de Maio, 1719. Eu fui visitá-la no domingo passado, dia 23 de Maio, e a encontrou em um estado triste, sofrendo de dores em seus dedos e as plantas dos seus pés até as lágrimas vieram-lhe aos olhos. Eu fui embora porque eu vi que ela se absteve de gritar na minha conta. Eu pensei que ela estava em um mau caminho. A consulta foi realizada por três médicos, o resultado foi que se determinou a sangrar ela nos pés. Eles tinham algumas dificuldades em persuadi-la a se submeter a ele, porque a dor no seu pé era tão grande que ela proferiu as mais gritos agudíssimos se a roupa de cama só esfregou contra eles. O sangramento, no entanto, foi bem sucedida, e ela estava em algum grau aliviado. Foi a gota em ambos os pés

Durante sua vida, Maria Luísa Isabel ganhou uma reputação de escândalo. Em uma ironia da história, a próxima duquesa de Berry, Carolina das Duas Sicílias, também era conhecido por seu comportamento escandaloso.

## Títulos, estilos, honras e armas

### Títulos e estilos
- 20 de agosto de 1695 – 6 de julho de 1710 Sua Alteza Sereníssima, Mademoiselle d'Orléans
- 6 de julho de 1710 – 5 de Maio de 1714 Sua Alteza Real, a Duquesa de Berry (Madame la duchese de Berry)
- 5 de Maio de 1714 – 21 de julho de 1719 Sua Alteza Real, a Duquesa Viúva de Berry (Madame la duchese de Berry douairière)

## Descendência
O duque e a duquesa de Berry tiveram três filhos que nunca chegaram a um mês de idade:
- Filha natimorta (21 de julho de 1711), Mademoiselle de Berry.
- Carlos, Duque de Alençon (26 de março de 1713 - 16 de abril de 1713), morreu de convulsões com três semanas de idade;
- Maria Luísa Isabel (16 de junho de 1714 - 17 de junho de 1714), filha póstuma; morreu um dia após o nascimento.

Tendo se tornado viúva, a duquesa engravidou quatro vezes, dando à luz secretamente a três filhas de filiação incerta:
- Uma filha (27 de janeiro de 1716 - 30 de janeiro de 1716), esta criança de pai desconhecido, viveu apenas 3 dias;
- Uma filha (Julho de 1717), quando a duquesa se retirou para o Castelo de la Muette para dar à luz. O pai seria o conde de Riom. De acordo com Duclos, a menina se tornou freira na Abadia de Pontoise;
- Aborto espontâneo (maio de 1718)
- Filha natimorta (2 de abril de 1719), seu pai também era provavelmente o Cavaleiro de Rion.